# Bronisław Sieńczak
Bronisław Sieńczak CM (ur. 10 lutego 1947 w Pałecznicy, zm. 21 lipca 2016 w Lugano) – polski duchowny katolicki, odnowiciel dzieła ks. Kazimierza Siemaszki CM, twórca Centrum Edukacyjnego „Radosna Nowina 2000”.

## Życiorys
W 1962 wstąpił do Zgromadzenia Księży Misjonarzy św. Wincentego à Paulo. Śluby złożył 20 grudnia 1970. Święcenia kapłańskie otrzymał w Krakowie na Stradomiu 17 czerwca 1972 z rąk ks. bp. Albina Małysiaka CM.
W latach 1972–74 i 1978–79 pracował jako katecheta w parafii NMP z Lourdes w Krakowie. W latach 1974–78 studiował na Papieskim Uniwersytecie Gregoriańskim w Rzymie, gdzie uzyskał stopień doktora teologii. W latach 1979–85 był wicerektorem Instytutu Teologicznego Księży Misjonarzy w Krakowie. W latach 1987–94 pełnił funkcję rektora. Następnie funkcję dyrektora kleryków (1984–85) oraz superiora (1987–90). W latach 1997–2003 jako wizytator przewodził Polskiej Prowincji Zgromadzenia Księży Misjonarzy św. Wincentego á Paulo. Wykładał teologię dogmatyczną i współczesną.

## Działalność
Ksiądz Bronisław Sieńczak w 1990 założył Fundację im. ks. Siemaszki, która odzyskała część majątku należącego poprzednio do dzieła ks. Siemaszki. W ten sposób dom przy ul. Długiej 42 stał się pierwszym ośrodkiem dla dzieci i młodzieży potrzebującej. Ksiądz Sieńczak doprowadził do powstania w kamienicy przy ul. Floriańskiej 55 w Krakowie restauracji McDonald's oraz Hostelu „Brama”; w ten sposób pozyskiwał finansowanie dla poszczególnych ośrodków.
Dzięki wsparciu Josephine Gebert ze Szwajcarii, współwłaścicielki rodzinnego przedsiębiorstwa „Geberit”, ks. Bronisław Sieńczak rozpoczął i przeprowadził budowę Centrum Edukacyjnego „Radosna Nowina 2000” w Piekarach oraz małej elektrowni wodnej na stopniu Kościuszko (MEW).
Bronisław Sieńczak udzielał pomocy niezamożnym uczniom w czasie pobierania nauki w liceum w Piekarach. Po przeprowadzeniu pierwszej matury w liceum (2005) stworzył w Krakowie sieć akademików dla najbardziej ubogich absolwentów.

## Odznaczenia i nagrody
Krzyż Kawalerski Orderu Odrodzenia Polski (pośmiertnie) za wybitne zasługi w pracy duszpasterskiej, za działalność społeczną i charytatywną
Medal Komisji Edukacji Narodowej (2014)
Zasłużony dla Powiatu Krakowskiego (pośmiertnie w 2018 r.)

## Publikacje
- „Dzieło ks. K. Siemaszki 100 lat po śmierci twórcy”, Kraków 2004
- „Portret starszej siostry”, Kraków 2012, ISBN 83-7216-957-8